# バチナ湖群

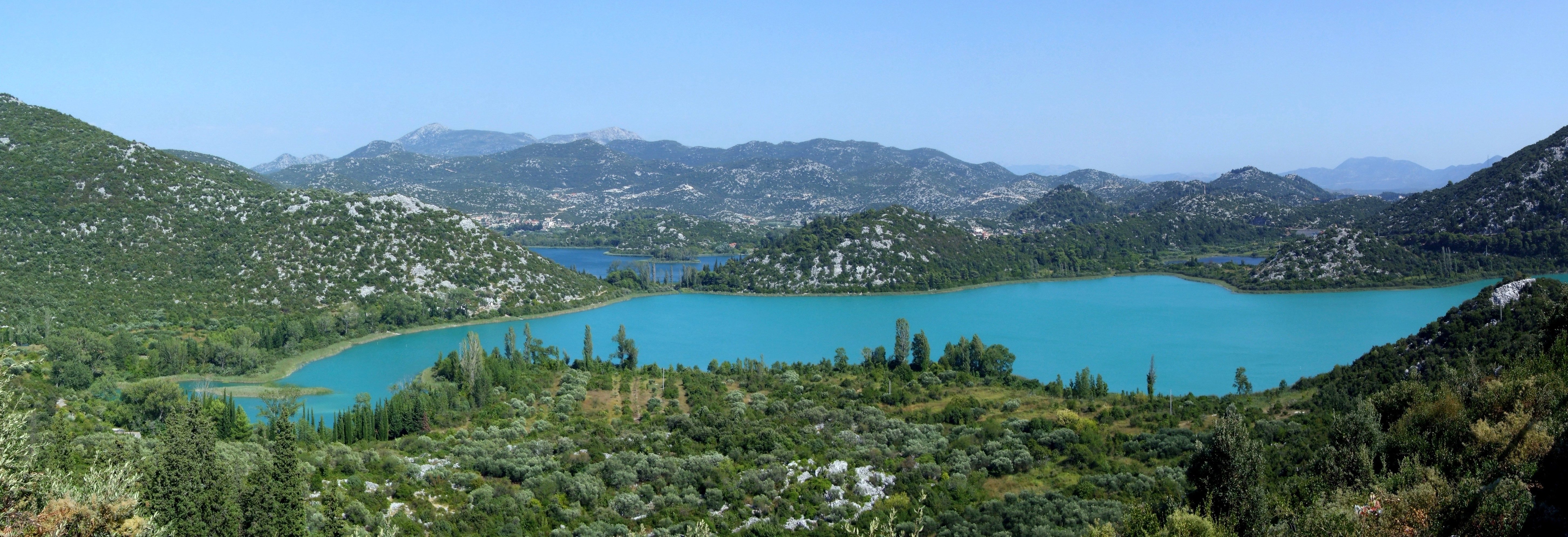
バチナ湖群のパノラマ写真

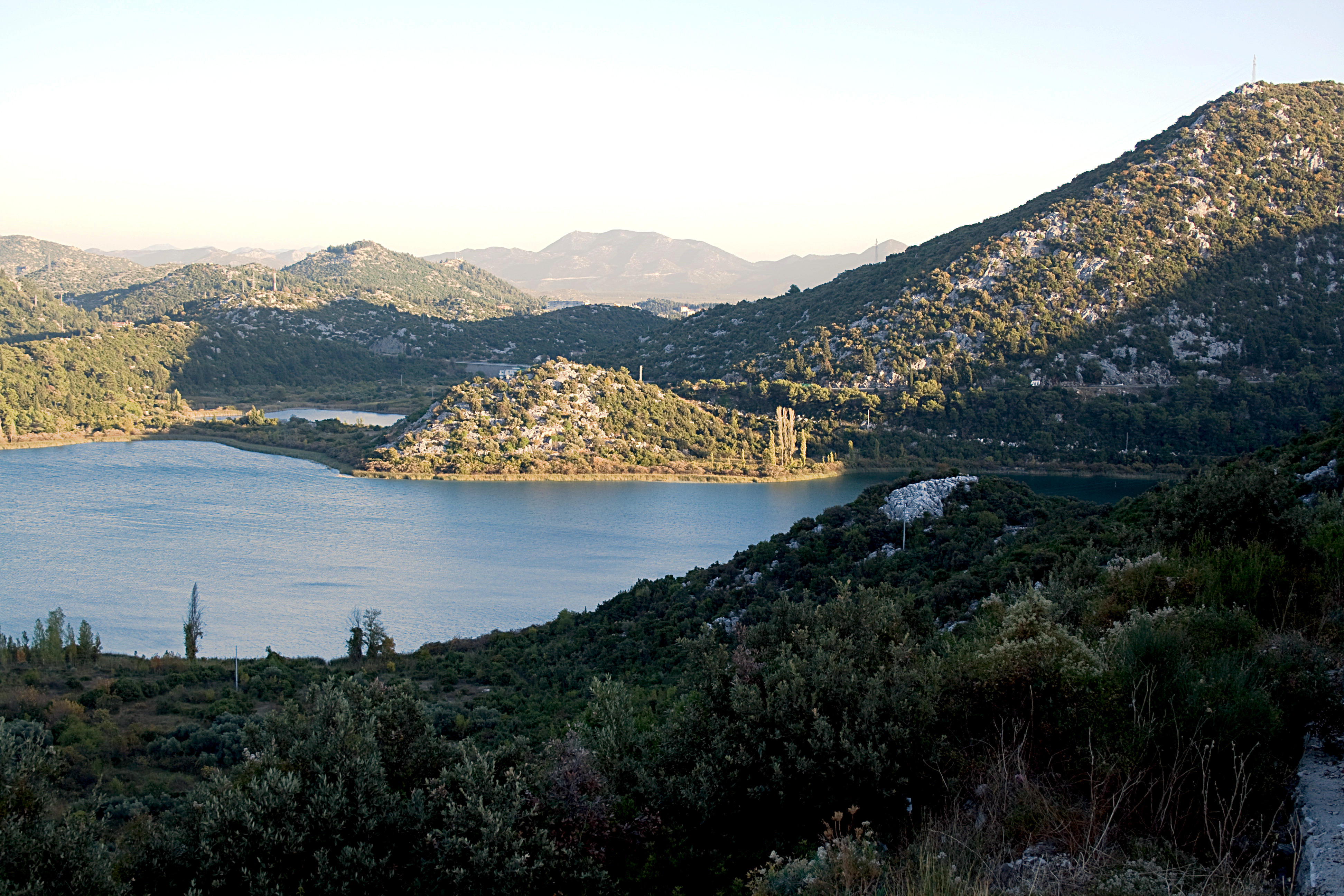
バチナ湖群の午後

バチナ湖群（バチナこぐん、クロアチア語: Baćinska jezera、英語: Baćina Lakes）は、クロアチアのダルマチア地方にある7つの湖である。

## 概要
バチナ湖群はヴォチュシャ（Vočuša）、別名オチュシャ（Oćuša）などの7つの湖からなり、そのうち6つの湖は互いに結ばれている。全体は淡水湖であるが、20世紀初頭のオーストリア＝ハンガリー帝国時代にアドリア海へ導水路が作られて、一部塩水になっている。

## 交通
スプリト＝ダルマチア郡のマカルスカからドゥブロヴニクへ行く「アドリア海道路」（Adriatic Highway、クロアチアD8国道、E65号線）のすぐ左側（山側）のカルスト台地にある。 そこはこの国道がボスニア・ヘルツェゴビナに入る少し前で、付近の町はプロチェそばのバチナ（クロアチア語: Baćina）である。

## 参照項目
- プリトヴィツェ湖群国立公園